# 中野区立桃花小学校
中野区立桃花小学校（なかのくりつ とうかしょうがっこう）は、東京都中野区中央五丁目にある公立小学校。2008年（平成20年）4月に、桃園第三小学校、桃丘小学校、仲町小学校の三校が統合し、桃園第三小学校の敷地に新設された。

## 概要
中野区の学校再編計画に基づいて最初に新設された学校である。1年生は黄色の校帽を着用して通学する。

## 沿革
- 2008年（平成20年）4月1日 - 開校。
- 2011年（平成23年）4月 - 体育館竣工[1]。
- 2020年（令和2年） - 中庭に新校舎建設のための工事開始。

## 教育目標
地域の未来を担う子
- 体…からだのけんこう
- 徳…こころのやさしさ
- 知…まなびをきわめる

## 交通
最寄り駅
- JR東日本中央本線（快速線・緩行線）・東京メトロ東西線 中野駅 - 徒歩約7分
- 東京メトロ丸ノ内線 新中野駅 - 徒歩約6分
- 京王バス 中央五丁目 - 徒歩約3分

## 有名な出身者
- 若林晃弘（プロ野球選手、巨人軍選手[2]。桃園三小出身）